# Cindy Roleder
Cindy Roleder (née le 21 août 1989 à Karl-Marx-Stadt) est une athlète allemande, spécialiste du 100 mètres haies. Elle est vice-championne du monde de la discipline en 2015 à Pékin.

## Biographie
Troisième des Championnats d'Europe espoirs d'Ostrava, Roleder se classe septième des Championnats d'Europe d'Helsinki en 2012 mais sera reclassée sixième à la suite du test antidopage positif de la Turque Nevin Yanıt.
En 2014, l'Allemande atteint la finale des Championnats du monde en salle où elle se classe sixième en 8 s 01. Elle remporte au mois d'août suivant la médaille de bronze des Championnats d'Europe de Zürich en 12 s 82, record personnel, derrière la Britannique Tiffany Porter (12 s 76) et la Française Cindy Billaud (12 s 79).
En 2015, Cindy Roleder échoue au pied du podium des Championnats d'Europe en salle sur 60 m haies mais signe un record personnel en 7 s 93. En juin, elle rapporte dix points pour l'équipe allemande lors des Championnats d'Europe par équipes de Tcheboksary en 12 s 92.  
Lors des Championnats du monde de Pékin, en août, l'Allemande se hisse en finale alors que toutes les favorites sont quasiment éliminées. À la surprise générale, Roleder devient vice-championne du monde, au terme d'un finish impressionnant. Elle améliore par l'occasion son record personnel à 12 s 59 et n'est devancée que par la Jamaïcaine Danielle Williams (12 s 57). 

### Championne d'Europe (2016)
Sa saison hivernale 2016 commence le 3 février à Łódź où elle se classe deuxième de l'épreuve en 8 s 01, juste derrière la Biélorusse Alina Talay (8 s 00). Trois jours plus tard, Rodeler égale cette marque en série du meeting de Karlsruhe. En finale, elle prend la quatrième place de la course dans un temps de 7 s 96. Le 27 février, elle devient championne d'Allemagne avec un nouveau record personnel en 7 s 88. 
Également spécialiste des épreuves combinées (6 055 points), Roleder participe fin mai 2016 à l'Hypo-Meeting de Götzis : auteure de 12 s 84 sur 100 m haies (minimas pour les Jeux olympiques de Rio), d'1,62 m en hauteur, de 12,91 m au poids et de 23 s 40 sur 200 m, l'Allemande ne prend pas part à la seconde  journée à cause de douleurs au genou. 
Le 7 juillet, Cindy Roleder remporte son premier titre international majeur en s'imposant en finale des Championnats d'Europe d'Amsterdam en 12 s 62, toujours grâce à son finish impressionnant. Elle devance sur le podium la Biélorusse Alina Talay (12 s 68) et la Britannique Tiffany Porter (12 s 76). 
Le 17 août, l'Allemande se classe 5e de la finale des Jeux olympiques de Rio en 12 s 74.

### Championne d'Europe en salle (2017)
Cindy Roleder commence la saison en salle en signant de très bons chronos, le meilleur à 7 s 90 à Karlsruhe. Le 10 février, elle s'impose à l'ISTAF indoor Berlin en 7 s 85, signant un nouveau record personnel et une meilleure performance européenne de l'année, après avoir réalisé 7 s 88 en séries. Elle devance sa compatriote Pamela Dutkiewicz (7 s 88). Elle améliore son record à 7 s 84 la semaine suivante aux Championnats d'Allemagne de Leipzig mais est toutefois battue par Pamela Dutkiewicz qui réalise la meilleure performance européenne de l'année en 7 à 79.
Le 3 mars, la championne d'Europe du 100 m haies devient championne d'Europe en salle du 60 m haies lors de l'Euro indoor de Prague au terme d'une finale dramatique : après un « faux-départ » et l'élimination de la Norvégienne Isabelle Pedersen qui sera finalement réintégrée à cause des problèmes de starting-block, un autre faux-départ est annoncé par erreur puis un « relevez-vous » à la 3e tentative. Avec les nerfs les plus solides, Roleder s'impose en 7 s 88 devant Alina Talay (7 s 92) et Pamela Dutkiewicz (7 s 95).
Après un début de saison modeste à Doha (12 s 90), Cindy Roleder est contrainte de mettre un terme à celle-ci début juillet à cause d'une blessure aux ischios-jambiers, l'empêchant ainsi d'aller conquérir une nouvelle médaille mondiale, après l'argent à Pékin en 2015.

### Saison 2018
De retour de blessure, Cindy Roleder commence sa saison hivernale par de petites compétitions, signant 7 s 34 sur 60 m et 8 s 10 sur 60 m haies. Fin janvier, elle signe 7 s 93 à Berlin avant de prendre la troisième place du meeting de Karlsruhe le 3 février en 7 s 84, record personnel égalé, derrière les Américaines Sharika Nelvis (7 s 80, WL) et Christina Manning (7 s 81, PB). Le 17 février, elle remporte un nouveau titre national à Dortmund en 7 s 84, record personnel égalé, devant Pamela Dutkiewicz (7 s 89).
Aux championnats du monde en salle de Birmingham, les 2 et 3 mars 2018, Cindy Roleder termine 5e de la finale en 7 s 87. Elle avait couru 7 s 86 en demi-finale.
Le 9 août 2018, dans le stade olympique de Berlin pour les championnats d'Europe de Berlin, Cindy Roleder remporte la médaille de bronze de la finale du 100 m haies en 12 s 77, meilleur temps de la saison, derrière Elvira Herman (12 s 67) et Pamela Dutkiewicz (12 s 72). Elle remporte ainsi sa troisième médaille européenne consécutive, après l'or de 2016 et le bronze de 2014.

## Palmarès
| Date | Compétition                       | Lieu             | Résultat | Épreuve     | Temps   |
| ---- | --------------------------------- | ---------------- | -------- | ----------- | ------- |
| 2011 | Championnats d'Europe espoirs     | Ostrava          | 3e       | 100 m haies | 13 s 10 |
| 2012 | Championnats d'Europe             | Helsinki         | 6e       | 100 m haies | 13 s 11 |
| 2013 | DécaNation                        | Valence          | 5e       | 100 m haies | 13 s 25 |
| 2014 | Championnats du monde en salle    | Sopot            | 6e       | 60 m haies  | 8 s 01  |
| 2014 | Hypo-Meeting                      | Götzis           | 26e      | Heptathlon  | 5 665   |
| 2014 | Mehrkampf-Meeting Ratingen        | Ratingen         | 6e       | Heptathlon  | 5 728   |
| 2014 | Championnats d'Europe             | Zurich           | 3e       | 100 m haies | 12 s 82 |
| 2014 | Coupe continentale                | Marrakech        | 3e       | 100 m haies | 13 s 02 |
| 2015 | Championnats d'Europe en salle    | Prague           | 4e       | 60 m haies  | 7 s 93  |
| 2015 | Hypo-Meeting                      | Götzis           | 17e      | Heptathlon  | 5 948   |
| 2015 | Mehrkampf-Meeting Ratingen        | Ratingen         | 5e       | Heptathlon  | 6 055   |
| 2015 | Championnats d'Europe par équipes | Tcheboksary      | 3e       | 100 m haies | 12 s 92 |
| 2015 | Championnats du monde             | Pékin            | 2e       | 100 m haies | 12 s 59 |
| 2016 | Championnats d'Europe             | Amsterdam        | 1re      | 100 m haies | 12 s 62 |
| 2016 | Jeux olympiques                   | Rio de Janeiro   | 5e       | 100 m haies | 12 s 74 |
| 2016 | Ligue de diamant                  | Ligue de diamant | 5e       | 100 m haies | détails |
| 2017 | Championnats d'Europe en salle    | Belgrade         | 1re      | 60 m haies  | 7 s 88  |
| 2018 | Championnats du monde en salle    | Birmingham       | 5e       | 60 m haies  | 7 s 87  |
| 2018 | Championnats d'Europe             | Berlin           | 3e       | 100 m haies | 12 s 77 |
| 2019 | Championnats d'Europe en salle    | Glasgow          | 2e       | 60 m haies  | 7 s 97  |
| 2019 | Championnats d'Europe par équipes | Bydgoszcz        | 2e       | 100 m haies | 12 s 87 |
| 2019 | Ligue de diamant                  | Ligue de diamant | 6e       | 100 m haies | 13 s 12 |

## Records
| Épreuve     | Épreuve   | Performance | Lieu                       | Date                                           |
| ----------- | --------- | ----------- | -------------------------- | ---------------------------------------------- |
| 100 m haies | Plein air | 12 s 59     | Pékin                      | 28 août 2015                                   |
| Heptathlon  | Plein air | 6 055 pts   | Ratingen                   | 28 juin 2015                                   |
| 60 m haies  | En salle  | 7 s 84      | Leipzig Karlsruhe Dortmund | 18 février 2017 3 février 2018 17 février 2018 |

### Meilleures performances par année
| Année | Temps   | Date            | Lieu      | Rang Mondial |
| ----- | ------- | --------------- | --------- | ------------ |
| 2007  | 13 s 49 | 4 août 2007     | Ulm       | 172          |
| 2008  | 13 s 72 | 19 juillet 2008 | Berlin    | 327          |
| 2009  | 13 s 38 | 28 juin 2009    | Göttingen | 133          |
| 2010  | 12 s 98 | 2 juin 2010     | Baunatal  | 32           |
| 2011  | 12 s 91 | 30 juillet 2011 | Fribourg  | 30           |
| 2012  | 12 s 91 | 16 juin 2012    | Bochum    | 47           |
| 2013  | 13 s 03 | 27 juillet 2013 | Ninove    | 58           |
| 2014  | 12 s 80 | 26 juillet 2014 | Ulm       | 19           |
| 2015  | 12 s 59 | 28 août 2015    | Pékin     | 9            |
| 2016  | 12 s 62 | 7 juillet 2016  | Amsterdam | 8            |
| 2017  | 12 s 90 | 5 mai 2017      | Doha      | 38           |
| 2018  | 12 s 77 | 9 août 2018     | Berlin    | 24           |
| 2019  | 12 s 76 | 5 octobre 2019  | Doha      | 28           |